# 拜赖焦新村区
拜赖焦新村区（匈牙利語：Berettyóújfalui járás），是匈牙利豪伊杜-比豪尔州的一个区，总面积1,073.90平方公里，总人口44,995人（2011年），人口密度42人/平方公里。中心城市为拜赖焦新村。

## 市镇
拜赖焦新村区包含3个城镇、两个大村和20个村庄。